# Silva (cantor)
Lúcio Silva de Souza (Vitória, 3 de julho de 1988), mais conhecido pelo nome artístico de Silva, é um cantor, compositor e músico multi-instrumentista brasileiro.

## Biografia
É filho de Letir Silva e tem dois irmãos: Lucília e Lucas Souza, este tendo escrito várias músicas e produzido alguns álbuns da discografia do cantor.

## Carreira

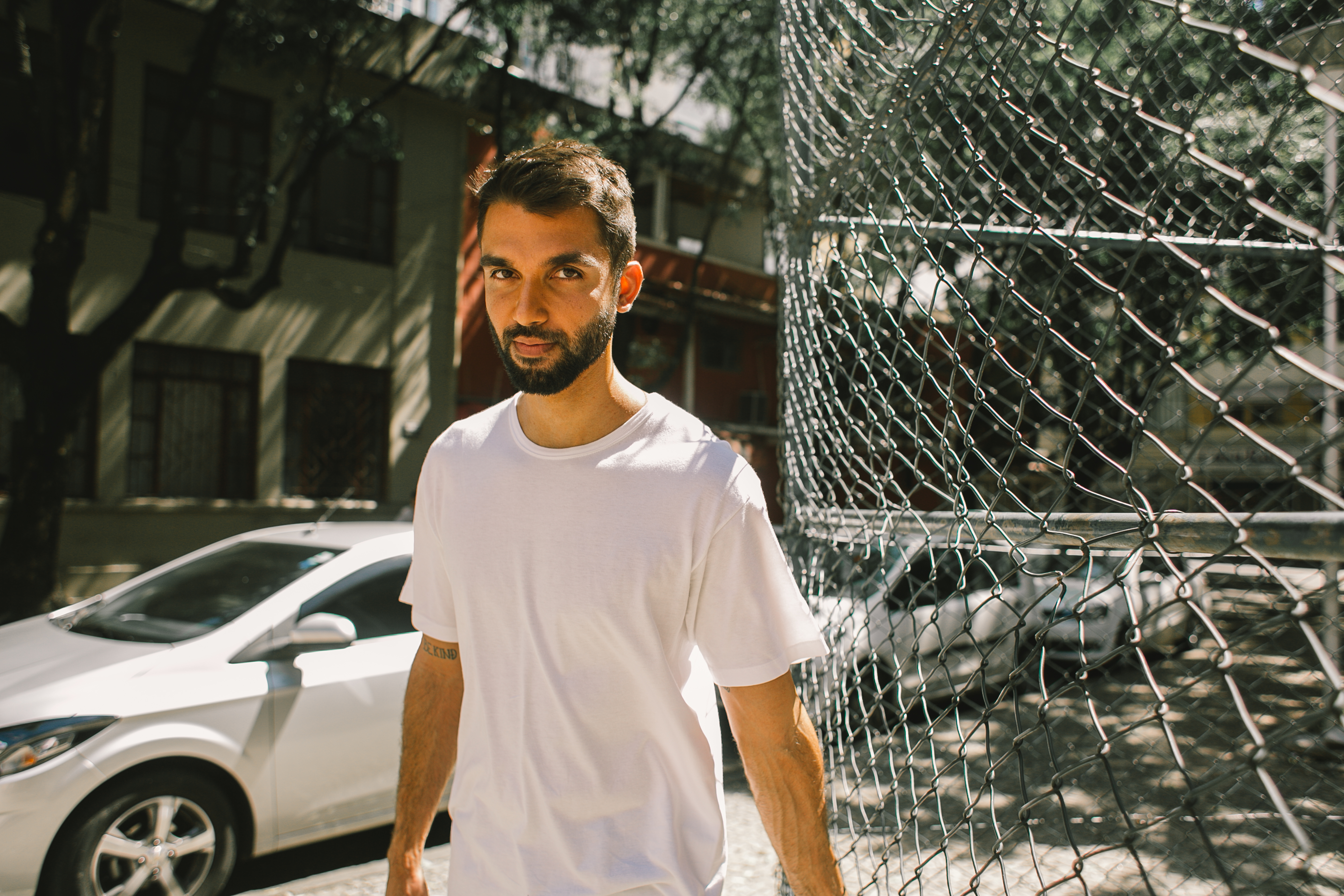
Silva em 2018.

Silva lançou em 2012 o primeiro EP, 2012 com seis canções, focado no indie pop. Ainda no mesmo ano, lança seu primeiro álbum, Claridão, pela gravadora SLAP, selo da Som Livre. Em 2014, lançou seu segundo álbum de estúdio, intitulado Vista pro Mar, que teve como convidada a cantora Fernanda Takai na faixa "Okinawa". Vista pro Mar foi eleito o oitavo melhor disco nacional daquele ano pela Rolling Stone Brasil. Em 2015, Silva lançou a canção "Noite", com participação de Lulu Santos e Don L, presente no primeiro álbum ao vivo do cantor, Vista pro Mar (Ao Vivo) (2015). No dia 06 de novembro de 2015, o cantor lança o primeiro single oficial de seu terceiro álbum de estúdio, Júpiter (2015), intitulado "Eu Sempre Quis". O álbum ainda gerou os singles "Feliz e Ponto" e "Sufoco".
Em 2016, redirecionou sua carreira para a MPB e lançou a turnê Silva Canta Marisa, com repertório de Marisa Monte. No mesmo ano é lançado o quarto álbum de estúdio do cantor, intitulado Silva Canta Marisa, com o repertório da turnê e uma nova canção, "Noturna (Nada de Novo na Noite)", composta e cantada em parceria com a própria Marisa. Em outubro de 2017 foi lançada o segundo álbum ao vivo do cantor, Silva Canta Marisa Ao Vivo. Em 2018, Silva esteve em turnê com o álbum Brasileiro, apresentando-se em dezenas de cidades de todo Brasil e Portugal. Em 2019, lançou o single "Um Pôr do Sol na Praia" com a cantora Ludmilla. Em novembro do mesmo ano, lançou o álbum Bloco do Silva (Ao Vivo), com regravações do gênero axé, frevo e MPB.
Em janeiro de 2020, foi lançado o single "Pra Vida Inteira" com a cantora baiana Ivete Sangalo. Silva lançou em 22 de maio de 2020 o álbum Ao Vivo em Lisboa, gravado no Cineteatro Capitólio de Lisboa, em Portugal. Em 11 de dezembro de 2020, Silva lançou o sexto álbum de estúdio, intitulado Cinco.
Em maio de 2024, anunciou seu sétimo álbum de estúdio Encantado, que conta com capa do artista plástico Elian Almeida. O álbum marca o retorno de Silva à gravadora Som Livre.

## Vida pessoal
Entre 2016 e 2019, namorou o enfermeiro Fernando Sotele. Entre dezembro de 2019 e janeiro de 2021, namorou com o estilista Renan Montovaneli. Em abril de 2022, Silva começou a namorar com o dermatologista Thales Bretas, porém só foi oficializado em setembro do mesmo ano. Em janeiro de 2023, o casal anunciou o fim do relacionamento.

## Discografia
Álbuns de estúdio
- Claridão (2012)
- Vista pro Mar (2014)
- Júpiter (2015)
- Silva Canta Marisa (2016)
- Brasileiro (2018)
- Cinco (2020)
- Encantado (2024)

## Turnês
Oficiais
- Turnê Claridão (2012–13)
- Turnê Vista pro Mar (2014–15)
- Turnê Júpiter (2016)
- Turnê Silva Canta Marisa (2016–17)
- Turnê Brasileiro (2018–20)
- Turnê Cinco (2022–23)
- Turnê Encantado (2024–presente)

Blocos carnavalescos
- Bloco do Silva (2019–24)

## Prêmios e indicações
| Ano  | Prêmio                                | Categoria                                                  | Nomeação                          | Resultado |
| ---- | ------------------------------------- | ---------------------------------------------------------- | --------------------------------- | --------- |
| 2012 | Prêmio Multishow de Música Brasileira | Artista Revelação                                          | Silva                             | Indicado  |
| 2013 | Prêmio Multishow de Música Brasileira | Versão do Ano                                              | "Mais Feliz"                      | Indicado  |
| 2013 | Prêmio Multishow de Música Brasileira | Nova Canção                                                | "Amor Pra Depois"                 | Venceu    |
| 2013 | Troféu APCA                           | Melhor Cantor                                              | Silva                             | Venceu    |
| 2014 | Prêmio Multishow de Música Brasileira | Melhor Álbum                                               | Vista pro Mar                     | Indicado  |
| 2014 | Melhores do iTunes                    | Melhor Álbum - iTunes Brasil                               | Vista pro Mar                     | Venceu    |
| 2016 | Prêmio Multishow de Música Brasileira | Melhor Fotografia de Clipe                                 | "Feliz e Ponto"                   | Indicado  |
| 2017 | Prêmio da Música Brasileira           | Melhor Cantor - Pop / Rock / Reggae / HipHop / Funk        | Silva                             | Indicado  |
| 2017 | Grammy Latino                         | Grammy Latino de Melhor Canção em Língua Portuguesa        | "Noturna (Nada de Novo na Noite)" | Indicado  |
| 2017 | Grammy Latino                         | Grammy Latino de Melhor Álbum de Música Popular Brasileira | Silva Canta Marisa                | Indicado  |
| 2021 | Poc Awards                            | Artista                                                    | Silva                             | Indicado  |
| 2022 | Prêmio iBest                          | Influenciador Espírito Santo                               | Silva                             | Venceu    |